# Arquitectonica

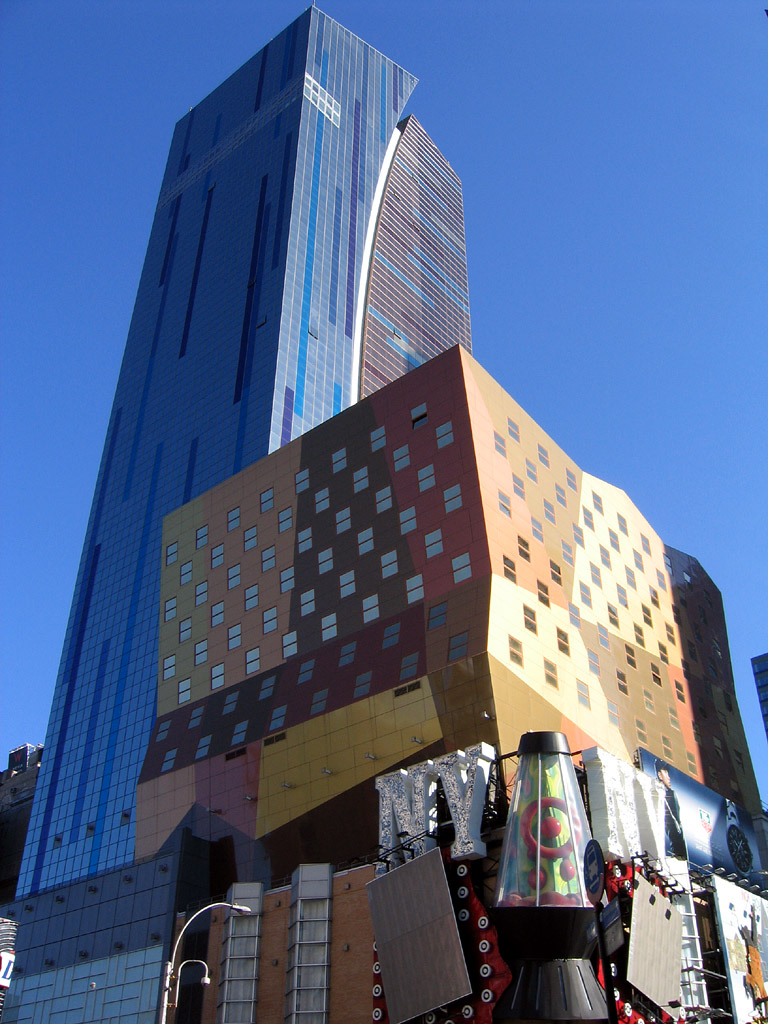
Hotel Westin Times Square em Nova Iorque

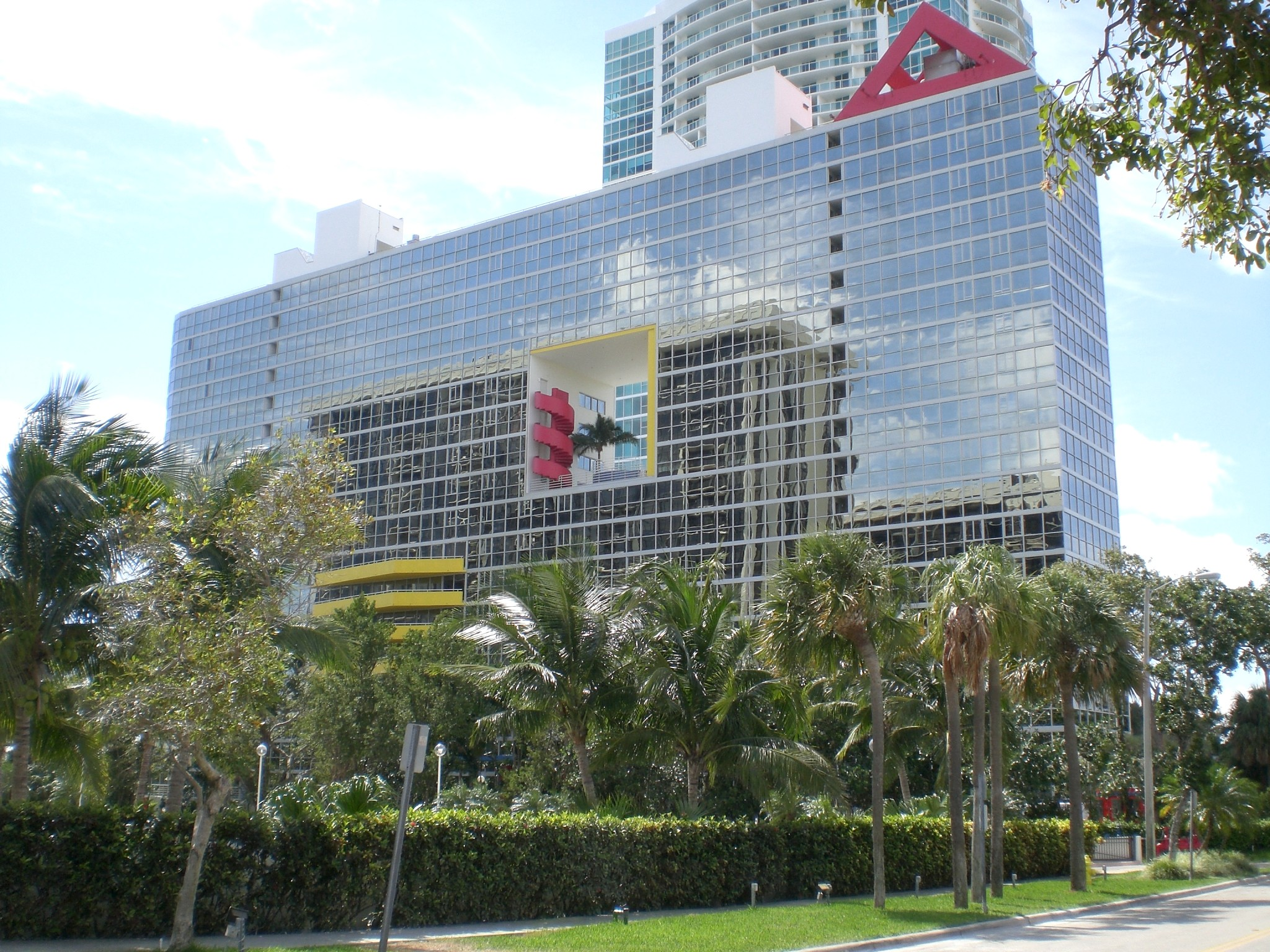
Condomínio Atlantis em Miami, visto com destaque em Miami Vice

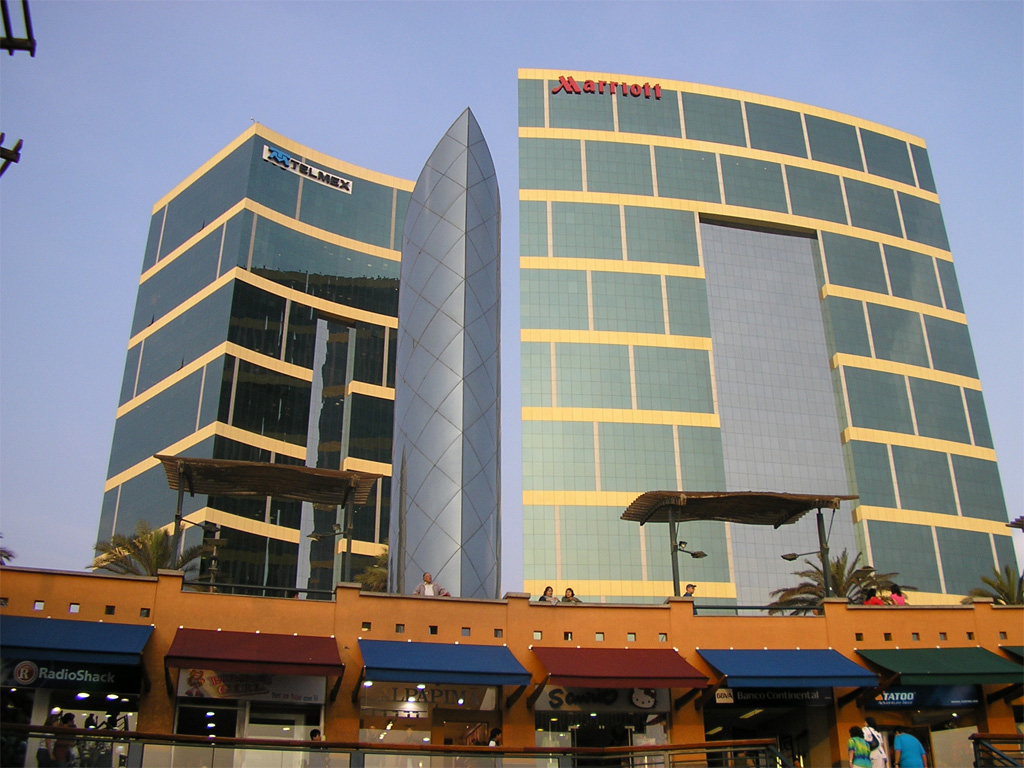
O Lima Marriott Hotel é um dos muitos projetos que a empresa tem no Peru

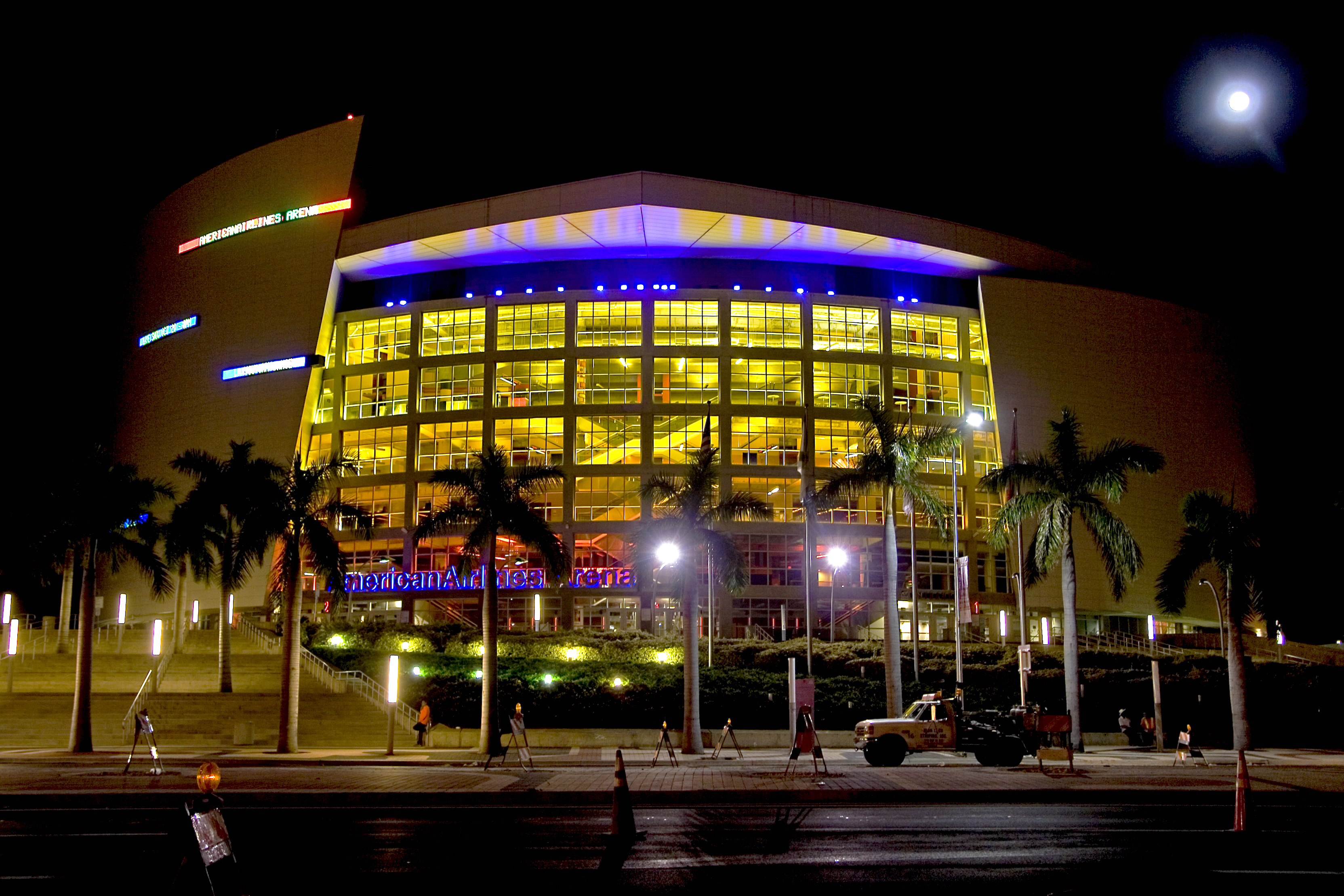
American Airlines Arena em Miami

Arquitectonica é uma empresa internacional de arquitetura, arquitetura paisagística, design de interiores e planejamento urbano com sede em Miami, bairro de Coconut Grove, Flórida. A empresa também possui escritórios em outras dez cidades ao redor do mundo. A Arquitectonica começou em 1977 como um estúdio experimental fundado pelo arquiteto peruano Bernardo Fort-Brescia, Laurinda Hope Spear, Andrés Duany, Elizabeth Plater-Zyberk e Hervin Romney.
Hoje, o escritório continua liderado por Bernardo Fort-Brescia e Laurinda Hope Spear, e projetou edifícios famosos como a Sede do Banco de Crédito, Lima (1988), o Condomínio Atlantis, a Pink House e a American Airlines Arena em Miami. e o complexo hoteleiro e de entretenimento Westin em Nova Iorque, entre muitos outros. Até 2010, a sede global da Arquitectonica ficava em Downtown Miami, até que seus novos escritórios na 2900 Oak Avenue, no bairro Coconut Grove de Miami, foram inaugurados em 2010. A Arquitectonica também possui escritórios regionais na cidade de Nova Iorque, Los Angeles, Madrid, Paris, Hong Kong, Shanghai, Manila, Dubai, São Paulo e Lima.
A empresa é conhecida por padrões sofisticados de superfície e articulação de fachadas. As estruturas da Arquitectonica são ousadas nas cores e na forma gráfica e o escritório tornou-se famoso pelo seu estilo característico, um modernismo dramático e expressivo de “alta tecnologia”.